# أولغا (اسم)
أولغا (بالإنجليزية: Olga) هو اسم علم شخصي مؤنث سلافي وهو مشتق من اسم هيلغا ذي الأصل الأسكندنافي وألذي يعني القداسة أو القديسة، يعتبر من الأسماء المقدسة عند الشعوب السلافية وخصوصاً عند الروس والأوكرانيين نسبةً للقديسة أولغا التي حكمت خقانات روس في القرن العاشر الميلادي.

## الشخصيات
- أولغا أميرة وقديسة روسية أوكرانية
- أولغا نيكولايفنا أميرة روسية
- أولغا شاهابن مغني إندونيسي
- أولغا كونستانتينوفنا دوقة روسيا
- أولغا كوريلنكو ممثلة وعارضة أزياء أوكرانية فرنسية
- أولغا بيرغولتس شاعرة روسية
- أولغا غولوديتس سياسية روسية
- أولغا موروزوفا لاعبة كرة مضرب روسية
- أولغا تشيخوفا ممثلة روسية
- أولغا ريباكوفا متسابقة سباعي كازاخستانية
- أولغا بارابانشيكوفا لاعبة كرة مضرب بيلاروسية
- أولغا أروسيفا ممثلة روسية
- أولغا أميرة هانوفر (1884–1958)
- أولغا بروسنيكينا سباحة روسية
- أولغا بوتشكوفا لاعبة كرة مضرب روسية بيلاروسية
- أولغا بانارينا متسابقة دراجات هوائية بيلاروسية
- أولغا تانون مغنية بورتوريكية
- أولغا سافتشوك لاعبة كرة مضرب أوكرانية
- أولغا سليوساريفا متسابقة دراجات هوائية أوكرانية سوفيتية
- أولغا كيرن عازفة بيانو روسية
- أولغا كوربوت لاعبة جمباز بيلاروسية سوفيتية
- أولجا جوفورتسوفا لاعبة كرة مضرب بيلاروسية